# Hetaerolith
Hetaerolith ist ein selten vorkommendes Mineral aus der Mineralklasse der „Oxide und Hydroxide“ mit der Endgliedzusammensetzung ZnMn3+2O4 und damit chemisch gesehen ein Zink-Mangan-Oxid. Strukturell zählt Hetaerolith zur Gruppe der Spinelle.
Hetaerolith kristallisiert im tetragonalen Kristallsystem und entwickelt pyramidale Kristalle von bis zu einem Zentimeter Größe, kommt aber auch in Form von traubigen beziehungsweise nierigen, stalaktitischen oder faserigen Mineral-Aggregaten vor. Das Mineral ist im Allgemeinen undurchsichtig und nur an dünnen Kanten durchscheinend. Die Oberflächen der bräunlichschwarzen bis schwarzen Kristalle zeigen einen metallischen Glanz.

## Etymologie und Geschichte
Entdeckt wurde Hetaerolith in der „Passaic Mine“ am Sterling Hill bei Ogdensburg im Sussex County des US-Bundesstaates New Jersey. Die Erstbeschreibung erfolgte 1877 durch Gideon Emmet Moore (1842–1895). Er benannte das Mineral in Anlehnung an dessen Vergesellschaftung mit dem drei Jahre zuvor in derselben Typlokalität entdeckten Mineral Chalkophanit nach dem altgriechischen Wort έταίρος [etairos] für ‚Partner‘.
Das Typmaterial wird im Mineralogischen Museum der Harvard University in Cambridge, Massachusetts (USA) unter der Katalog-Nr. 134145 aufbewahrt.

## Klassifikation
Die strukturelle Klassifikation der International Mineralogical Association (IMA) zählt den Hetaerolith zur Spinell-Supergruppe, wo er zusammen mit Chromit, Cochromit, Coulsonit, Cuprospinell, Dellagiustait, Deltalumit, Franklinit, Gahnit, Galaxit, Guit, Hausmannit, Hercynit, Jakobsit, Maghemit, Magnesiochromit, Magnesiocoulsonit, Magnesioferrit, Magnetit, Manganochromit, Spinell, Thermaerogenit, Titanomaghemit, Trevorit, Vuorelainenit und Zincochromit die Spinell-Untergruppe innerhalb der Oxispinelle bildet. Ebenfalls in diese Gruppe gehören die nach 2018 beschriebenen Oxispinelle Chihmingit und Chukochenit sowie der Nichromit, dessen Name von der CNMNC der IMA noch nicht anerkannt worden ist.
Bereits in der veralteten 8. Auflage der Mineralsystematik nach Strunz gehörte der Hetaerolith zur Mineralklasse der „Oxide und Hydroxide“ und dort zur Abteilung der „Verbindungen mit M3O4- und verwandte Verbindungen“, wo er zusammen mit Hausmannit und dem inzwischen diskreditierten Vredenburgit die „Hausmannit-Reihe“ mit der System-Nr. IV/B.02 bildete.
Im zuletzt 2018 überarbeiteten und aktualisierten Lapis-Mineralienverzeichnis nach Stefan Weiß, das sich aus Rücksicht auf private Sammler und institutionelle Sammlungen noch nach dieser klassischen Systematik von Karl Hugo Strunz richtet, erhielt das Mineral die System- und Mineral-Nr. IV/B.05-40. In der „Lapis-Systematik“ entspricht dies der Abteilung „Oxide mit Verhältnis Metall : Sauerstoff = 3 : 4 (Spinelltyp M3O4 und verwandte Verbindungen)“, wo Hetaerolith zusammen mit Filipstadit, Harmunit, Hausmannit, dem 2018 diskreditierten Hydrohetaerolith, Iwakiit (2018 diskreditiert, da Polymorph von Jakobsit), Marokit, Tegengrenit, Wernerkrauseit und Xieit eine eigenständige, aber unbenannte Gruppe bildet.
Die seit 2001 gültige und von der International Mineralogical Association (IMA) bis 2009 aktualisierte 9. Auflage der Strunz’schen Mineralsystematik ordnet den Hetaerolith ebenfalls in die Abteilung der Oxide mit dem Verhältnis „Metall : Sauerstoff = 3 : 4 und vergleichbare“ ein. Diese ist weiter unterteilt nach der relativen Größe der beteiligten Kationen, so dass das Mineral entsprechend seiner Zusammensetzung in der Unterabteilung „Mit ausschließlich mittelgroßen Kationen“ zu finden ist, wo es nur noch zusammen mit Hausmannit, Hydrohetaerolith und dem 2018 diskreditierten Iwakiit die „Hausmannitgruppe“ mit der System-Nr. 4.BB.10 bildet.
Auch die vorwiegend im englischen Sprachraum gebräuchliche Systematik der Minerale nach Dana ordnet den Hetaerolith in die Klasse der „Oxide und Hydroxide“ und dort in die Abteilung der „Mehrfache Oxide“ ein. Hier ist er in der unbenannten Gruppe 07.02.07 innerhalb der Unterabteilung „Mehrfache Oxide (A+B2+)2X4, Spinellgruppe“ zu finden.

## Chemismus
Die Endgliedzusammensetzung von Hetaerolith (ZnMn3+2O4) besteht aus 27,33 Gew.-% Zink (Zn), 45,92 Gew.-% Mangan (Mn) und 26,75 Gew.-% Sauerstoff (O).
Mineralproben aus  Sterling Hill, New Jersey wiesen zusätzlich Fremdbeimengungen von Eisen (0,24 % Fe2O3), Magnesium (0,49 % MgO) und Silicium (0,18 % SiO2) auf.

## Kristallstruktur
Hetaerolith kristallisiert tetragonal in der Raumgruppe I41/amd (Raumgruppen-Nr. 141) mit den Gitterparametern a = 5,72 Å und c = 9,24 Å sowie 4 Formeleinheiten pro Elementarzelle.

## Bildung und Fundorte

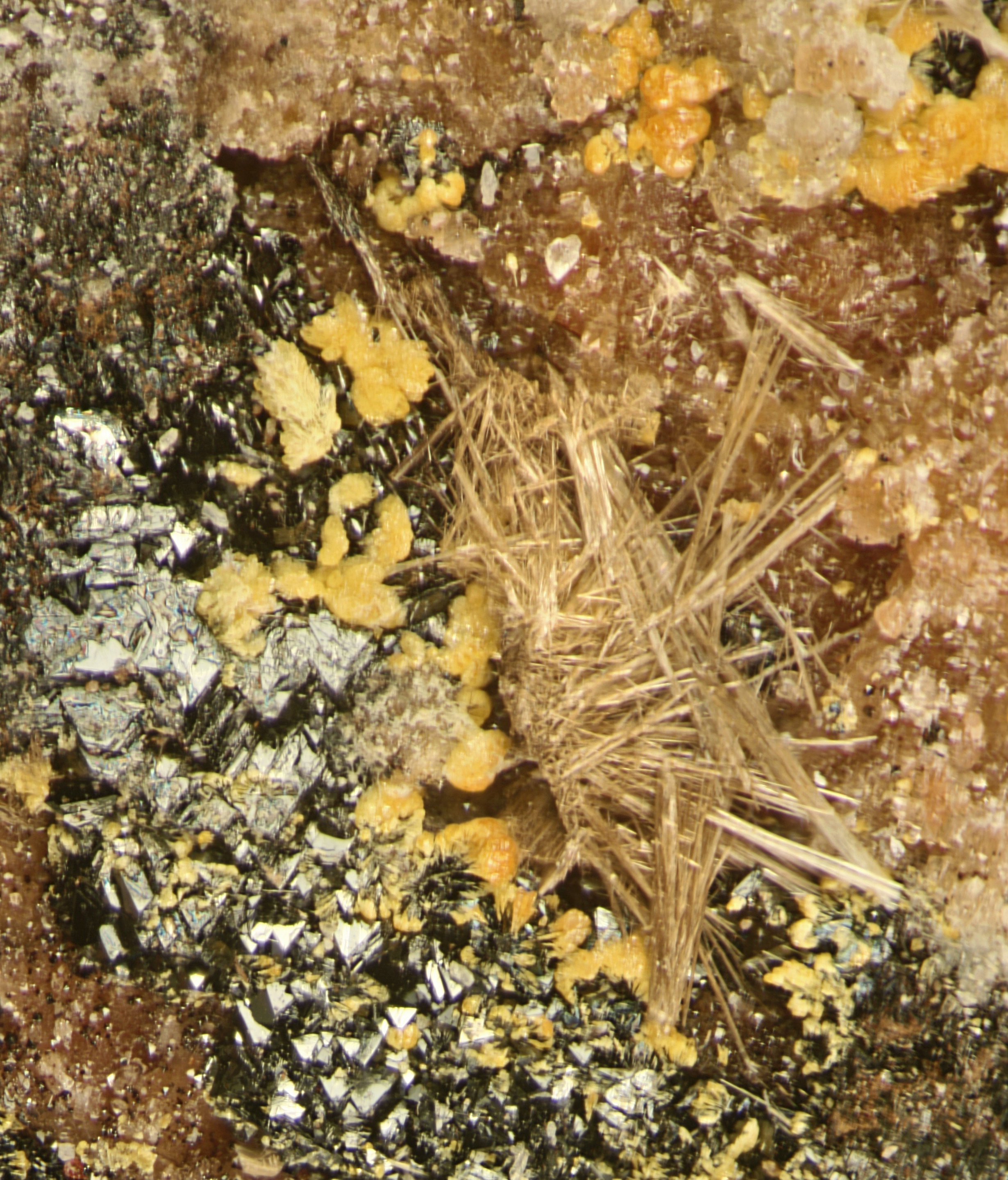
Hetaerolith (schwarz, unten links), Chlorophoenicit (beigefarbene Sprenkel) und Zinkit (gelborange) auf Hodgkinsonit (dunkelrosa) aus der Sterling Mine, Sterling Hill, Ogdensburg, New Jersey, USA (Sichtfeld 4,6 mm × 5,3 mm)

Hetaerolith bildet sich vorwiegend sekundär in hydrothermalen Erz-Lagerstätten. Als Begleitminerale treten neben weiteren Manganmineralen wie Chalkophanit, Hodgkinsonit, Manganit und Romanèchit, aber auch andere Minerale wie unter anderem Calcit, Franklinit, Hemimorphit und Willemit auf.
Als seltene Mineralbildung konnte Hetaerolith nur an wenigen Fundorten nachgewiesen werden, wobei weltweit bisher rund 130 Fundorte dokumentiert sind. Außer an seiner Typlokalität, dem Tagebau Passaic Mine (auch Passaic pit oder Marshall Mine) und der nahe gelegenen Sterling Mine am Sterling Hill bei Ogdensburg, fand sich das Mineral in New Jersey nur noch in der Franklin Mine in der gleichnamigen Bergbausiedlung Franklin.
Weitere bekannte Fundorte in den Vereinigten Staaten von Amerika sind unter anderem mehrere Gruben und Schächte bei Bisbee und Tombstone im Cochise County sowie in der 79 Mine im Gila County, der Rowley Mine im Maricopa County, der Black Warrior Mine im Yavapai County und bei Superior im Pinal County von Arizona; die Gruben Santa Rosa bei Malpais Mesa, Lead Mountain bei Barstow, Mohawk (Mohawk Hill) im Clark Mountain Bezirk und Desert View bei Fawnskin in Kalifornien; in der Wolftone Mine und der Tucson Mine nahe Leadville im Lake County von Colorado; im Eisengürtel von Menominee im Iron County von Michigan; in mehreren Gruben im Granite County von Montana; in der Candelaria Silver Mine im Mineral County und der Grand Deposit Mine im White Pine County von Nevada; in mehreren Gruben verschiedener Countys von New Mexico sowie in der Gold Hill Mine im Tooele County und der Burgin Mine im Utah County von Utah.
In Deutschland fand sich Hetaerolith bisher an der Hartkoppe (Steinbruch Fuchs) in der Bayerischen Gemeinde Sailauf, in den Gruben Brüche bei Müsen und Juno bei Ramsbeck sowie am Mechernicher Bleiberg in Nordrhein-Westfalen und in der Grube Friedrichssegen bei Bad Ems in Rheinland-Pfalz.
Der bisher einzige bekannte Fundort in Österreich ist der Emmastollen mit Blei-Zink-Vererzungen am Ratteingraben nahe Waitschach in Kärnten.
In der Schweiz kennt man Hetaerolith bisher nur aus dem Bergwerk Chez Larze mit magnetithaltigem Skarn am Mont Chemin nahe Martigny im Kanton Wallis.
Weitere Fundorte liegen unter anderem in Australien, Belgien, Bulgarien, Chile, China, Griechenland, Indien, Iran, Irland, Italien, Japan, Jemen, Mexiko, Namibia, Nordmazedonien, Norwegen, Polen, Portugal, Rumänien, Russland, Saudi-Arabien, Simbabwe, Spanien, Südafrika, Tunesien und im Vereinigten Königreich (England)